# Prinsaartsbisdom Besançon
Besançon was een tot de Boven-Rijnse Kreits behorend aartsbisdom binnen het Heilige Roomse Rijk.

aartsbisdom Besancon

Het bisdom te Besançon werd vermoedelijk gesticht in de tijd van keizer Constantijn. Aan het eind van de achtste eeuw werd het bisdom tot aartsbisdom verheven. Onder dit aartsbisdom vielen de bisdommen Belley, Lausanne en Bazel.
Tijdens de strijd om het koninkrijk Bourgondië ondersteunde aartsbisschop Hugo van Salins de aanspraken van de koningen van Duitsland, terwijl de graaf van Bourgondië de andere pretendent, Odo II van Blois ondersteunde. Keizer Hendrik III benoemde aartsbisschop Hugo van Salins in 1041 tot kanselier van het koninkrijk Bourgondië. Dit stelde de aartsbisschop in staat zijn macht binnen de stad sterk te vergroten. De aartsbisschop bezat de tol-, markt- en muntrechten en het gerecht over de stad. Paus Leo IX bevestigde in 1049 tijdens zijn verblijf in de stad de rechten van de aartsbisschop. 
De wereldlijke macht van de aartsbisschop bleef beperkt tot deze rechten binnen de stad en er kan dan ook nauwelijks gesproken worden van een vorstendom. 
De wereldlijke macht van het aartsbisdom verminderde sterk doordat de stad naar zelfstandigheid streefde. Sinds 1249 was er enig burgerlijk zelfbestuur. In 1258 werd er een stedelijke gemeente gevormd met steun van de heren van Chalon. Tijdens een conflict tussen koning Rudolf I en graaf Otto IV van Bourgondië wist de stad in 1290 rijksvrij te worden.
Omdat de heren van Chalon sinds 1294 het vicegraafschap en het schoutambt als erfelijk aartsbisschoppelijk leen bezaten, behielden zij grote invloed op het bestuur. De bevestiging van de stedelijke rechten door keizer Karel IV in 1364 maakte geen einde aan de macht van de Chalons. Omstreeks 1380 verdrongen de graven van Bourgondië de Chalons uit hun positie. 
In 1407-1409 probeerde hertog Jan zonder Vrees van Bourgondië de aartsbisschoppelijke regalien-rechten in de stad over te nemen en zo de stad te annexeren. De aartsbisschop verhinderde deze poging en in 1422 restitueerde hertog Filips de Goede de regalien-rechten. In 1434 verleende keizer Sigismund de stad het halsgerecht. Er waren nu drie gelijkwaardige concurrerende gerechten: het regalien-gerecht, het vice-grafelijke gerecht en het meier-gerecht. De Vrede van Senlis van 1493 verbond de stad weer met het Heilge Roomse Rijk. Pas nu was de stad echt een onafhankelijke rijksstad.
In 1653 stond de keizer zijn rijksstad Besançon af aan de koning van Spanje in ruil voor het sinds de Dertigjarige Oorlog door Spanje bezette Frankenthal. De rechten van het aartsbisdom zouden gerespecteerd worden. Op dat moment behoorden de Zuidelijke Nederlanden met het vrije graafschap Bourgondië aan Spanje, zodat de stad werd ingelijfd bij het vrije graafschap Bourgondië. Samen met het vrijgraafschap zou de stad vervolgens bij Frankrijk komen. De aartsbisschop behield zijn zetel in de Duitse Rijksdag echter tot 1803.

## Enkele prins-aartsbisschoppen
- Hugo van Salins, eerste prins-aartsbisschop, 11e eeuw
- Jan III van Vienne, 14e eeuw
- Antoine-François de Bliterswyck de Montcley, 18e eeuw